# Паланпур (княжество)
Княжество Паланпур (гудж. ગુજરાતી) — туземное княжество Индии во времена британского владычества. Наваб Паланпура получил от англичан право на наследственный салют из 13 орудий. Паланпур был главным княжеством Агентства Паланпур. Княжество Паланпур стало британским протекторатом в 1809/1817 году; его столицей был город Паланпур.

## География
Княжество занимало площадь в 4574 квадратных километра (1766 квадратных миль) и имел население в 22 2627 человек в 1901 году. В городе Паланпур в тот год проживало всего 17 800 человек. Доход государства составлял приблизительно 50 000 фунтов стерлингов в год.
Княжество Паланпур пересекала главная линия железной дороги Раджпутана-Малва, и в нем располагался британский военный городок Дееса. Основными продуктами были пшеница, рис и сахарный тростник. Омываемое рекой Сарасвати, княжество было густо покрыто лесом на его северной оконечности (современное святилище Джессор), но волнистым и открытым на юге и востоке. Местность в целом была несколько холмистой, находясь на краю хребта Аравали. В 1940 году население княжества Паланпур составляло 315 855 человек.

## История

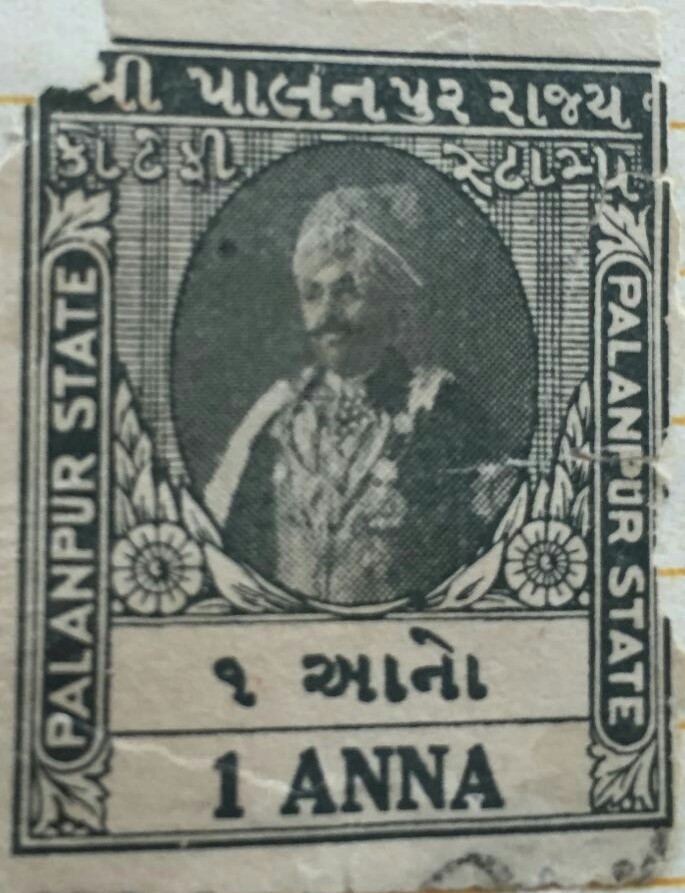
Марка княжества Паланпур

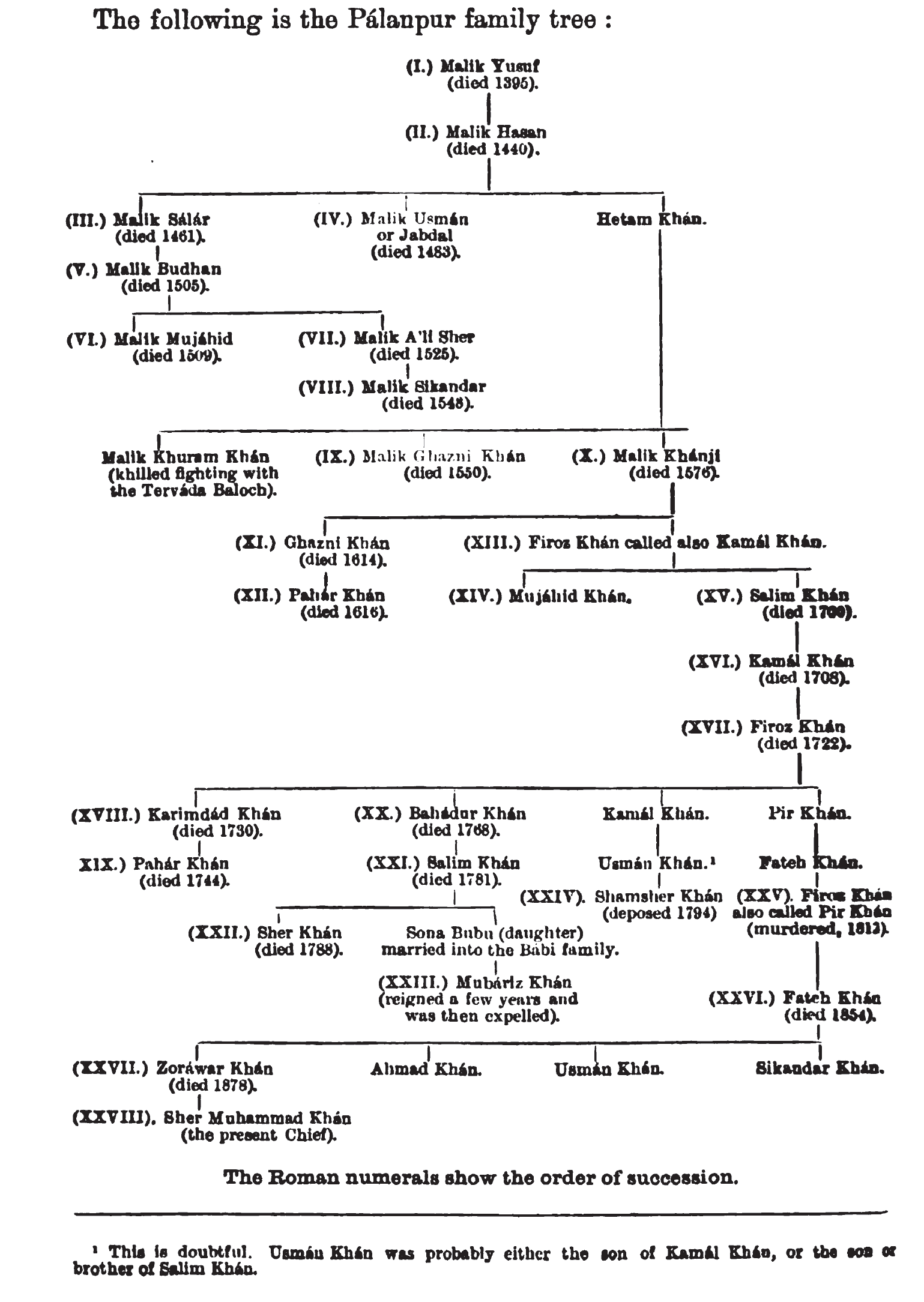
Семейное древо правителей княжества Паланпур

Согласно традиции, государство Паланпур было основано в 1370 году и им управляло пуштунское племя Лохани (Хетани, Бихари Патхан) из династии Джалори. "В то время как более ранняя история семьи заключается в том, что она обосновалась в Бихаре в двенадцатом веке и правила там в качестве султанов, поэтому некоторые из этой семьи также известны как Бихари (Вихари). Малик Хуррам Хан Вихари (Бихари), основатель дома Паланпур, покинул Бихар и поступил на службу к Вишалдеву из Мандора в конце четырнадцатого века. Назначенный губернатором Сонгада или Джалора, он взял под свой контроль это место в суматохе, которая последовала за смертью правителя Мандора. Предок семьи, как считается, женился на приемной сестре императора Великих Моголов Акбара и получил Паланпур и прилегающие районы в качестве приданого. Тем не менее, семья приобрела историческое значение в период нестабильности, последовавший за кончиной могольского императора Аурангзеба в начале XVIII века. Вскоре после этого Паланпур был захвачен маратхами. Лохани последовали тенденции обращения к Британской Ост-Индской компании против них и, наконец, вошли в систему субсидиарных договоров в 1817 году вместе со всеми другими соседними государствами, став британским протекторатом. Княжество Паланпур вошло в состав Индийского союза в 1949 году.

## Правители
Правители государства Паланпур принадлежали к племени Лохани (Хетани, Бихари Патан) династии Джалори. Все правители пользовались титулом Диван, за исключением двух последних правителей, которые пользовались титулом Наваб.

### Диваны
- 1616—1674: Фируз Камаль Хан Бахадур (? — 1704), диван Паланпура (1-й срок). Наследовал княжеский престол после смерти своего племянника Пахара Хана.
- 1674—1682: Муджахид Хан Бахадур (? — 1682), старший сын предыдущего. Сверг своего отца и вступил на престол в 1674 году.
- 1682—1688: Салим Хан Бахадур (? — ?), младший сын дивана Фируза Камаля Хана Бахадура. В 1682 году после смерти своего старшего брата унаследовал княжеский престол, а в 1688 году был низложен в пользу отца.
- 1688—1704: Фируз Камиль Хан Бахадур (? — 1704). В 1688 году после низложения своего младшего сына Салима Фируз Камиль Хан был вторично восстановлен на княжеском троне.
- 1704—1708: Камаль-Хан (? — 1708), младший сын Салима Хана Бахадура. В 1704 году после смерти деда унаследовал княжеский престол Паланпура.
- 1708—1719: Фируз Хан II (? — 1719), младший сын Камаль Хана Бахадура. В 1708 году после смерти Камаля Хана власть захватил его брат Фатех Хан Бахадур, но в том же 1708 году он был свергнут Фируз-Ханом.
- 1719—1732: Карим дад Хан Бахадур (? — 1732), старший сын предыдущего
- 1732—1743: Пахар-хан II (? — 1732), единственный сын предыдущего. В 1735 году он вынужден был платить дань маратхам.
- 1743—1768: Бахадур-Хан (? — 1768), младший сын Фируз-Хана II и дядя предыдущего. Построил городские стены вокруг Паланпура. Получил во владение Данеру, Мулджану, Сур, Бакри, Дабеллу, Серотру и Роху от Раджи Сирохи. В 1759 году вынужден был выплатить маратхам дань в размере 35 000 рупий.
- 1768—1781: Салим-Хан I (? — 1781), сын Газни-Хана и внук предыдущего. В 1768 году после смерти своего деда по отцовской линии унаследовал княжеский престол Паланпура.
- 1781—1788: Шир-Хан (? — 1788), единственный оставшийся в живых сын предыдущего.
- 1788—1793: Мубариз-хан II (? — ?), сын Сона Бубу, дочери Салим Хана Бахадура, дивана Паланпура (1768—1781). Возведен на престол после убийства своего дяди по материнской линии в 1788 году. Свергнут с престола и изгнан из княжества в 1793 году.
- 1793—1794: Шамшир Мохаммад Хан (? — 1834), сын Усмана-хана и потомок Фируз-хана II Бахадура, дивана Паланпура (1708—1719)
- 1794—1812: Фируз-Хан III (? — 1812), второй сын Фатех-хана, внук Пир-хана и правнук Фатех Хана Бахадура, дивана Паланпура в 1708 году. Добился низложения своего двоюродного брата в 1794 году. Взошел на престол под именем Фируз-хана III.
- 1812—1813: Фатех Мохаммад Хан (1799 — 11 июля 1854), единственный сын предыдущего.
- 1813 — 22 декабря 1813: Шамшир Мохаммад Хан (? — 1834), сын Усмана-хана и потомок Фируз-хана II Бахадура, дивана Паланпура (1708—1719). Возведен вторично на княжеский престол в 1813 году после низложения своего племянника. 22 декабря 1813 года он вынужден был отречься от трона в его пользу после вооруженного вмешательства британцев и князя Бароды. Не имея собственных наследников мужского пола, он согласился усыновить своего племянника и сделать его своим наследником Деесы и Дханеры, а также служил регентом во время его малолетства с 23 декабря 1813 года. Отказ передать власть своему племяннику, когда тот достиг совершеннолетия, и обращение последнего к британским властям привели к тому, что в 1817 году против него была направлена вооруженная сила. Сдался британским властям в 1819 году, затем получил пенсию в размере 2 500 фунтов стерлингов в год в 1834 году.
- 22 декабря 1813 — 11 июля 1854: Фатех Мохаммад Хан (1799 — 11 июля 1854), единственный сын Фируз-Хана III. 22 декабря 1813 года при содействии войск англичан и князя Бароды был свергнут с престола Шамшир Мохаммад Хан, дядя Фатеха. Англичане возвели на княжеский престол Паланпура Фатех Мохаммад Хана. Правил под регентством своего приёмного отца Шамшер-хана, пока не достиг совершеннолетия и принял на себя всю полную власти 10 октября 1817 года. 28 ноября того же 1817 года был признан как правитель Паланпура и Дееса Британской Ост-Индйской компанией. Оказывал помощь англичанам во время первой войны с Афганистаном 1840 года. Реформировал суды и установил верховенство британского гражданского и уголовного права.
- 11 июля 1854 — 28 августа 1878: Зоравар Мохаммад Хан (1822 — 28 августа 1878), старший сын предыдущего. Наследовал княжеский трона Паланпура после смерти отца. Помогал англичанам во время Сипайского восстания 1857—1858 годов.
- 28 августа 1878—1910: сэр Шер Мохаммад Хан Бахадур (1852 — 28 сентября 1918), единственный оставшийся в живых сын предыдущего. Наследовал княжеский трон после смерти отца 28 августа 1878 года. Оказывал помощь англичанам во время второй войны с Афганистаном в 1879 году. В 1910 году он был возведен в наследственный титул наваба и получил пушечный салют из 13 орудий.

### Наваб-Сахибы
- 1910 — 28 сентября 1918: сэр Шер Мохаммад Хан Бахадур (1852 — 28 сентября 1918), сын и преемник Зоравара Мохаммад Хана. Будучи просвещенным и добросовестным правителем, он создал полицию, школы для мальчиков и девочек, ввел бесплатное начальное образование, построил больницы, основал передвижные амбулатории и библиотеку. Он много сделал для улучшения сельского хозяйства, отменив традиционную систему труда, известную как veith (по аналогии с corvée), затопление колодцев, улучшение орошения и урожайности сельскохозяйственных культур, а также заселение 68 новых деревень в пределах штата. Во время его правления были также расширены и улучшены автомобильные и железнодорожные пути.
- 28 сентября 1918 — 15 августа 1947: сэр Талей Мухаммад Хан Бахадур (7 июля 1883 — 20 мая 1957), старший сын предыдущего. В 1912 году он был назначен своим отцом администратором княжества Паланпур. Наследовал княжеский трон после смерти отца 28 сентября 1918 года. 15 августа 1947 года подписал акт о присоединении княжества Паланпур к Индийскому союзу. 10 июня 1948 года объединил свое княжество с новым индийским штатом Саураштра. Имел почётный чин полковника британской армии.

## Титулярные наваб-сахибы Паланпура
- 15 августа 1947 — 20 мая 1957: сэр Талей Мухаммад Хан Бахадур (7 июля 1883 — 20 мая 1957), старший сын Шера Мохаммада Хана Бахадура
- 20 мая 1957 — 6 сентября 2010: Икбал Мухаммад Хан Бахадур (8 июня 1917 — 6 сентября 2010), единственный сын предыдущего
- 6 сентября 2010 — настоящее время: Музаффар Мухаммад Хан Бахадур (род. 14 ноября 1939), старший сын предыдущего.

Вероятным наследником княжеского титула является Захир Мухаммад Хан Бахадур (род. 19 апреля 1965), единственный сын предыдущего.